# Naian González Norvind
Naian González Norvind (Ciudad de México, 7 de febrero de 1992) es una actriz de cine y televisión, y escritora mexicana, conocida por sus papales de Lucía en Crónica de castas (2014), Alice Tetch en Gotham (2016), Ariela en Leona (2018) y Marianne en Nuevo Orden (2020).

## Biografía
Nacida en la Ciudad de México, es hija del periodista Fernando González Parra y de la actriz Nailea Norvind, y nieta de la actriz noruega Eva Norvind, de ascendencia finlandesa y rusa. Así mismo, es hermana de Tessa Ía y media hermana de Camila Sodi.
Naian estudió la carrera de literatura moderna y cine en Francia, y más adelante ingresó en la London Academy of Music and Dramatic Art, en Londres.
Hizo su debut a los diecisiete años en la cinta Lluvia de Luna (2011), y más adelante protagonizó la película Todo el mundo tiene a alguien menos yo (2012). En televisión, ha participado en series como Pacientes y Crónica de castas. En los Estados Unidos, ha participado en The Devil You Know (2015) y en la tercera temporada de Gotham (2016). En el 2020, apareció en Nuevo Orden, película del director mexicano Michel Franco que recibió el León de Plata - Gran Premio del Jurado y el Leoncino de Oro y que fue nominada al León de Oro en el Festival Internacional de Cine de Venecia.
Es, desde enero del 2022, miembro de la Academia Mexicana de Artes y Ciencias Cinematográficas (AMACC).

## Filmografía

### Cine
| Año  | Título                                 | Personaje       |
| ---- | -------------------------------------- | --------------- |
| 2011 | Lluvia de Luna                         | Lisa            |
| 2012 | Todo el mundo tiene a alguien menos yo | María           |
| 2012 | Los Salgado                            | La hija         |
| 2016 | Mr. Pig                                | Susan Mormon    |
| 2017 | Rebel in the Rye                       | Chica de Queens |
| 2017 | Las siete muertes                      | Nuria           |
| 2018 | Leona                                  | Ariela          |
| 2019 | South Mountain                         | Dara            |
| 2019 | Cubby                                  | Briahna         |
| 2020 | Nuevo Orden                            | Marianne        |
| 2020 | Aztech - The Movie                     | Chica           |
| 2022 | Sexo, pudor y lágrimas 2               | Matilde         |
| 2024 | Corina                                 | Corina          |
| TBA  | Good Savage                            | Maggie          |

### Televisión
| Año       | Título             | Personaje        | Notas             |
| --------- | ------------------ | ---------------- | ----------------- |
| 2012      | Pacientes          | Corina           |                   |
| 2014      | Crónica de castas  | Lucía            |                   |
| 2015      | The Devil You Know | Abigail Parris   |                   |
| 2016      | Gotham             | Alice Tetch      | tercera temporada |
| 2017      | Sleeper's Eye      | Sleeper          |                   |
| 2015-2018 | Blue Bloods        | Chrissie Watkins |                   |
| 2019      | Chicago Med        | Lisa Bell        |                   |
| 2022      | Ámsterdam          | Nadia            |                   |
| 2022      | Pena Ajena         | Emma             |                   |
| 2023      | Invasión           | Maya Castillo    | segunda temporada |

## Premios y nominaciones

### Premios Ariel
| Año  | Categoría            | Película | Resultado |
| ---- | -------------------- | -------- | --------- |
| 2020 | Mejor actriz         | Leona    | Nominada  |
| 2020 | Mejor guion original | Leona    | Nominada  |